# Juan Legnazzi
Juan Legnazzi (1893) è stato un calciatore uruguaiano, di ruolo portiere.

## Carriera

### Club
Giocò sempre nel campionato uruguaiano.

### Nazionale
Con la propria Nazionale si laureò campione continentale nel 1920.

## Palmarès

### Nazionale
- Campeonato Sudamericano de Football: 1

Cile 1920